# Vepvavet
Vepvavet (egipčansko wp-w3w.t) Upuaut ali Ophois je bil v pozni staroegipčanski mitologiji prvotno bog vojne. Njegovo kultno središče je bil Asjut, grško-rimski Likopolis v Gornjem Egiptu. Njegovo ime pomeni »odpiralec poti«. Pogosto je upodobljen kot volk, ki stoji  na  premcu sončne ladje. Nekateri ga zato opisujejo kot izvidnika, ki išče pot za  prodirajočo vojsko. Na enem od napisov na Sinaju piše, da je Vepvavet  »odprl pot do Sekemketove zmage«.
Vepvaveta so prvotno imeli za boga volka. Zgleda, da je bil sprva samo faraonov simbol, s katerim se  je faraon  poskušal povezati z njegovimi volčjimi lastnostmi. Kasneje je postal faraonova maskota, ki je faraona spremljal tudi na lovu. V tej vlogi so ga imenovali »(on z) ostro puščico, močnejšo od samih bogov«. 
Sčasoma je povezava Vepvaveta z vojno in s tem tudi smrtjo pripeljala do tega, da so nanj začeli gledati kot na enega od božanstev, ki duhovom mrtvih odpira pot do in skozi Duat. Zaradi te vloge in podobnosti šakala in volka, so ga začeli povezovati z Anubisom,  ki se je častil v Asjutu. Vepvaveta so sčasoma začeli šteti za Anubisovega sina in zaradi šakalje podobe celo Totovega sina. Vepvaveta so zato pogosto zamešali z Anubisom.
V kasnejši egipčanski umetnosti so Vepvaveta upodabljali kot volka ali šakala ali moža z volčjo ali šakaljo glavo. Če je bil upodobljen kot šakal, je imel sivo ali belo dlako, ki je kazala na njegov volčji izvor. Če je bil upodobljen kot vojak, je bil oborožen s kijem in  lokom.
Faraoni so zaradi lastnih koristi začeli širiti mit, da je bil Vepvavet rojen v svetišču boginje Vadžet, svetem mestu najstarejše boginje Spodnjega Egipta, ki je stalo v središču Spodnjega Egipta. Vepvavet, ki se je dotlej častil samo v Gornjem Egiptu, je postal sestavni del vladarskih ritualov, ki so simbolizirali združitev Egipta.
V kasnejših piramidnih besedilih se Vepvavet imenuje »Ra«, ki vstaja izza obzorja, morda kot »odpiralec neba«. V kasnejšem egipčanskem pogrebnem obredju je Vepvavet pomagal v ceremonijalu odpiranja ust in peljal pokojnega v spodnji svet.

## Volk ali šakal
Pomanjkljivo poznavanje v Egiptu živečih živalskih vrst je evropske egiptologe privedlo do napačnega opisovanja Vepvaveta kot šakala, čeprav so ga stari Egipčani nedvoumno imeli za volka.
Egiptovski šakal (Canis aureus lupaster), znan tudi kot afriški volk ali volčji šakal, se trenutno šteje za podvrsto zlatega šakala, čeprav so molekularne in osteološke analize pokazale, da gre za isto živalsko vrsto. Živi v Egiptu, Libiji in Etiopiji. Nekoč je živel tudi v Palestini. Njegova najbližja sorodnika sta abesinski volk, znan tudi kot rdeči volk ali kraljevski šakal, in indijski volk. Egipčanski psi so najverjetneje udomačene podvrste ene ali več vrst šakalov ali volkov.